# Pierre Van Thielt
Pierre Van Thielt was een Belgisch boogschutter. 

## Levensloop
Van Thielt verzamelde met het Belgisch team drie olympische medailles in de discipline 'bewegend vogeldoel' op de Olympische Spelen van 1920 in Antwerpen. Samen met Hubert Van Innis, Alphonse Allaert, Edmond De Knibber, Louis Van Beeck, Louis Fierens, Louis Delcon en Jérôme De Mayer behaalde hij goud op de '50 meter' (2701 pt.) en de '33 meter' (2958 pt.) en zilver op de '28 meter' (2924 pt).